# Lucas Figueiredo dos Santos
Lucas Figueiredo dos Santos, noto anche come Figueiredo (Niterói, 14 agosto 2001), è un calciatore brasiliano, attaccante dell'América-MG in prestito dal Vasco da Gama.

## Carriera
Ha giocato nelle giovanili del Vasco da Gama. Ha poi debuttato con la prima squadra il 4 marzo 2021 nella sconfitta contro il Portuguesa nel Campeonato Carioca. Il 1 marzo 2022 ha rinnovato il suo contratto fino al 2025 e il 15 maggio ha segnato la sua prima rete contro il Bahia.
Il 12 gennaio 2023 ha rinnovato il suo contratto fino al 2026.

## Statistiche

### Presenze e reti nei club
Statistiche aggiornate al 18 maggio 2022.
| Stagione        | Squadra         | Campionato      | Campionato | Campionato | Coppe nazionali | Coppe nazionali | Coppe nazionali | Coppe continentali | Coppe continentali | Coppe continentali | Altre coppe | Altre coppe | Altre coppe | Totale | Totale | Totale |
| Stagione        | Squadra         | Comp            | Pres       | Reti       | Comp            | Pres            | Reti            | Comp               | Pres               | Reti               | Comp        | Pres        | Reti        | Pres   | Reti   |        |
| --------------- | --------------- | --------------- | ---------- | ---------- | --------------- | --------------- | --------------- | ------------------ | ------------------ | ------------------ | ----------- | ----------- | ----------- | ------ | ------ | ------ |
| 2021            | Vasco da Gama   | A/RJ+B          | 10+16      | 0          | CB              | 3               | 0               |                    | -                  | -                  |             | -           | -           | 29     | 0      |        |
| 2022            | Vasco da Gama   | A/RJ+B          | 9+36       | 0+4        | CB              | 1               | 0               |                    | -                  | -                  |             | -           | -           | 46     | 4      |        |
| 2023            | Vasco da Gama   | A/RJ+A          | 6+5        | 0          | CB              | 0               | 0               |                    | -                  | -                  |             | -           | -           | 11     | 0      |        |
| Totale carriera | Totale carriera | Totale carriera | 82         | 4          |                 | 4               | 0               |                    | -                  | -                  |             | -           | -           | 86     | 4      |        |

## Palmarès

### Club

#### Competizioni statali
- Taça Rio: 1

Vasco da Gama: 2021